# Ansfrid utrechti püspök
Ansfried (945/50 – 1010. május 3.) Huy grófja, Antwerpen őrgrófja, Utrecht püspöke, Lambert huy-i gróf fia. Brúnó kölni érsek udvarában nevelkedett, majd pedig II. Ottó apródja lett, amikor az bevonult Rómába.
969 körül lett a korábban Toxandria néven ismert terület, vagyis az Antwerpeni Őrgrófság uralkodója. 972 után Huy grófja, majd miután 995-ben meghalt felesége (Heresuint vagy Hilsondis), szerzetesi fogadalmat tett, lemondott világi rangjairól és kinevezték Utrecht püspökének.
Még püspöki kinevezése előtt alapított Thorn közelében egy apátságot, amelynek vezetését lányára bízta. Püspökként Heiligenbergben alapított apátságot. Halála után szentté avatták, napja május 11-én van.
| Előző uralkodó: - | Antwerpeni őrgróf 969 – 995 | Következő uralkodó: Gozelon alsó-lotaringiai herceg |

| Előző uralkodó: I. Balduin utrechti püspök | Utrecht püspöke 995 – 1010 | Következő uralkodó: II. Adalbold utrechti püspök |